# Хосе Еухеніо Ельяурі
Хосе Еухеніо Ельяурі Обес (Монтевідео, 15 листопада 1834 р. — Монтевідео, 27 грудня 1894 р.) — уругвайський політик і юрисконсульт, президент Республіки між 1873 і 1875 роками.
Син президента першого Установчого зібрання Уругваю Хосе Лонгіноса Ельяурі, закінчив навчання на юриста у 1857 році.  Він недовго працював у Міністерстві закордонних справ під час президентства Лоренцо Батле в 1868 році, пізніше був президентом Сенату.
Він був обраний президентом 1 березня 1873 року Генеральною Асамблеєю строком на 4 роки, і, незважаючи на те, що він відмовився прийняти цю посаду, він зрештою зробив це, при сильній підтримці "принципіалістів" та  молодого покоління ліберальних і міських політиків, частиною яких він був сам.
Після випадків насильства між його прихильниками та народною опозицією, яку підтримали декілька військових лідерів, серед яких виділявся полковник Лоренцо Латорре - 15 січня 1875 він подав у відставку з посади президента і переїхав у Буенос-Айрес, де буде жити кілька років.На пості  президентства його замінив Педро Варела.
1891 року, через рік після повернення до країни, він був направлений урядом свого близького друга Хуліо Еррера й Обеса для важливої дипломатично-фінансової місії в Лондоні.
Він був знову запропонований кандидатом на пост Президента Республіки в 1894 році, за що він був фактично обраний знову, хоча, не отримавши більшості голосів, і, ймовірно, з урахуванням свого попереднього досвіду, він подав у відставку, перш ніж вступити до влади 12 березня 1894 року.

## Кабінет міністрів
Його кабінет складався з:
| Міністерство         | Ім'я                 | Період      |
| -------------------- | -------------------- | ----------- |
| Уряд                 | Сатурніно Альварес   | 1873 - 1875 |
| Уряд                 | Хуан Рамон Гомес     | 1875        |
| Міжнародні відносини | Грегоріо Перес Гомар | 1873 - 1875 |
| Казначейство         | Ернесто Веласко      | 1873 - 1874 |
| Казначейство         | Педро Бустаманте     | 1874 - 1875 |
| Казначейство         | Cayetano Álvarez     | 1875        |
| Війна і флот         | Євгенія Фонда        | 1873 - 1874 |
| Війна і флот         | Едуардо Васкес       | 1874 - 1875 |

| Попередник: Томас Гоменсоро | Президент Уругваю 1873-1875 | Наступник: Педро Варела |

## Зовнішні посилання
- Wikimedia Commons розміщує мультимедійну категорію про Хосе Еугеніо Еллаурі